# Étang de Mateille
L'étang de Mateille est une surface d'eau lagunaire située sur le littoral méditerranéen du département de l'Aude à Gruissan, séparé de la mer Méditerranée par une plage d'environ 400 m de large.

## Toponymie
Mateille vient de l'occitan mata : terrains couverts de broussailles.

## Histoire
Des épaves du Ve et Ier siècle de notre ère ont été découvertes dans la partie Sud de l'étang actuel entre 500 m et 1 km du rivage actuel, entre le débouché de l'Oeil de Pal et le chenal du Grazel, à une profondeur de 5 à 6 mètres. Elles démontrent une activité portuaire importante à l'époque romaine et permettent de situer l'ancien rivage.

## Description
L'étang est inclus sur le périmètre du Parc naturel régional de la Narbonnaise en Méditerranée, au nord de l'étang du Grazel auquel il est relié par un chenal (construit en 2006). Il s'étend tout en longueur sur plus de 3 kilomètres jusqu'à la zone résidentielle des Ayguades au nord des hauts de Gruissan d'où il est relié à l'étang des Ayguades. Il est bordé à l'ouest par les falaises de la Tintaine (montagne de la Clape) au pied desquelles venait battre la mer à l'époque romaine, longé par la route départementale D 332 et sa piste cyclable, et à l'est par le lido (plage des Mouettes ou de Mateille - plage naturiste). L'étang a une profondeur maximale de 7 mètres. Il est alimenté en eau douce par les deux recs de la Tintaine et de l'oeil de Pal (souvent à sec), bassin versant du massif de la clape et par les précipitations, l'apport en eau salée se fait par submersion de la digue et par le chenal.
Ce cordon littoral est submersible par tempête. Une digue construite dans les années 70, a permis l'apparition de dunes de sable fin apporté par le vent marin et le Cers.

## Protection
- Le site est classé en ZNIEFF (910011254)[4]. et en Zone humide protégée par la convention de Ramsar[5] (FR7200023).
- Espèces remarquables[1] :
  - végétales : Echinophore épineuse, Panicaut des dunes, Statice fausse-vipérine[6], Statice raide,
  - animales : Lézard ocellé[7].

## Activités
Une base nautique s'y trouve proposant, entre autres, de la planche à voile et du paddle